# Dodoma

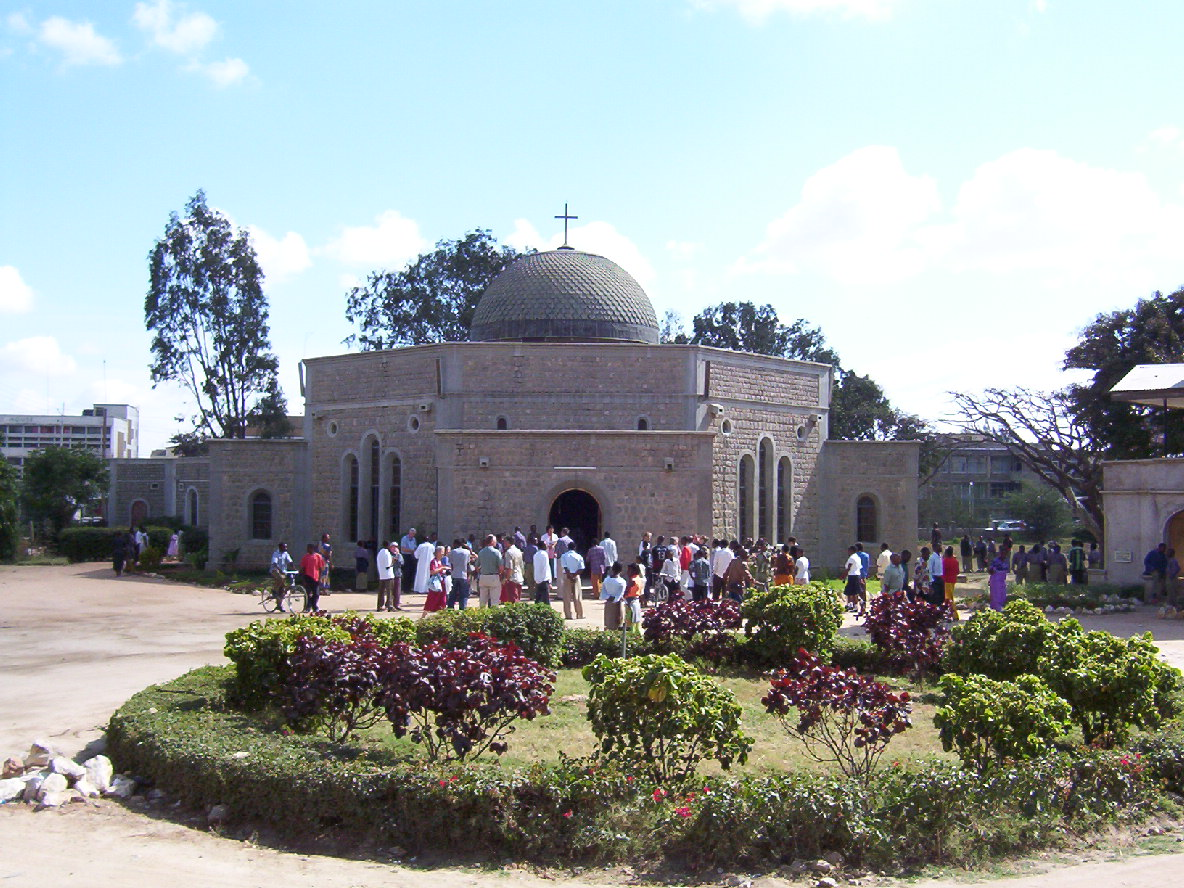
Catedral Dodoma

Dodoma és la capital oficial de Tanzània. La seva població estimada és de 410.956 habitants el 2012. Està situada al centre del país.

## Història
Dodoma va ser fundada pels colonitzadors alemanys el 1907 durant la construcció del ferrocarril del centre de Tanzània.
Al curs dels anys 1970, aparegueren els primers projectes de transferir la capital de Dar es Salaam a Dodoma. El 1973, el govern de Tanzània va anunciar que la capital passaria a ser Dodoma perquè estava situada al centre del país i tenia bones comunicacions, un clima agradable i hi havia espai perquè es pogués desenvolupar. L'arquitecte nord-americà James Rossant va elaborar els plànols per a la nova capital el 1986, amb el suport de les Nacions Unides. L'Assemblea Nacional de Tanzània s'hi va traslladar al febrer de 1996, però avui dia nombroses estructures oficials són encara a Dar es Salaam, que continua sent la capital comercial del país.

## Educació
A Dodoma, hi ha dues universitats: la St. Johns University of Tanzania, gestionada per l'Església anglicana de Tanzània, i la Universitat de Dodoma, que actualment té uns 22.000 estudiants. Les dues universitats van obrir oficialment el 2007.